# Dazzling White Town
《Dazzling White Town》是Saint Snow的第一首單曲，2020年8月19日由Lantis發行。 

## 概要
本單曲是Love Live!系列《Love Live! Sunshine!!》所推出的另外一組組合Saint Snow的出道單曲。
此單曲PV是在函館的五稜郭塔的展望台取景，另外函館其他的名勝也會在其中出現。
另外單曲發售日意外地與日本『機車之日（バイクの日）』同天。

## 收錄曲目
括號內的中文翻譯純僅供參考用，並非官方正式翻譯。
CD
1. Dazzling White Town
  - 作詞：畑亞貴，作曲、編曲：渡邊和紀

2. Lonely Snow Planet 
  - 作詞：畑亞貴，作曲、編曲：馬渕直純

3. After The Rain
  - 作詞：畑亞貴，作曲、編曲：R・O・N

4. Dazzling White Town (Off Vocal)

DVD
1. Dazzling White Town